# UFC Fight Night: Дерн vs. Хилл
UFC Fight Night: Dern vs. Hill, также известный как UFC Fight Night 223 или UFC Vegas 73 или UFC on ESPN+ 81 — турнир по смешанным единоборствам, организованный Ultimate Fighting Championship, который был проведён 20 мая 2023 года на спортивной арене «UFC Apex» в городе Лас-Вегас, штат Невада, США.
В главном бою вечера Маккензи Дерн победила Анджелу Хилл единогласным решением судей.

## Подготовка турнира

### Главные события турнира
Изначально в качестве заглавного события был запланирован бой-реванш в женском легчайшем весе, в котором должны были встретиться бывшая претендентка на титул чемпионки UFC Ракель Пеннингтон (#2 в рейтинге) и Ирене Альдана (#5 в рейтинге). Ранее они встречались на UFC on ESPN: Дус Анжус vs. Эдвардс в июле 2019 года и тогда раздельным решением судей победила Пеннингтон. Хотя это не объявлялось официально, некоторое время бой рассматривался матчмейкерами как заглавное событие для турнира UFC on ESPN 43, однако, впоследствии было принято решение, что поединок возглавит именно этот турнир. Тем не менее, 2 мая стало известно, что Джулианна Пенья из-за травмы выбывает из турнира UFC 289, где был запланирован её бой-реванш за титул чемпионки UFC в легчайшем весе против Аманды Нунис. Организаторы оперативно приняли решение о том, что Альдана будет перенесена в кард турнира UFC 289 и станет новой соперницей для Нунис. Пеннингтон станет запасным бойцом для этого поединка.
Новым заглавным событием турнира стал бой в женском минимальном весе, в котором должны встретиться Маккензи Дерн (#8 в рейтинге) и Анджела Хилл (#14 в рейтинге). Изначально эта пара была запланирована неделей ранее на турнире UFC on ABC: Розенстрайк vs. Алмейда.
| Заглавное событие - Женский минимальный вес | Заглавное событие - Женский минимальный вес |
| --- | --- |
| Маккензи Дерн | Анджела Хилл |
| MACKENZIE LYNNE DERN 30 лет (24.03.1993) Рост 163 см, размах рук 160 см Место рождения: Финикс, Аризона, США Представляет: Лос-Анджелес, Калифорния, США "Black House MMA" / "Checkmat Burbank" Дебют в UFC - 03.03.2018 | ANGELA PATRICE HILL "Overkill" (Массовое уничтожение) 38 лет (12.01.1985) Рост 160 см, размах рук 164 см Место рождения: Клинтон, Мэриленд, США Представляет: Сан-Диего, Калифорния, США "Alliance MMA" Дебют в UFC - 04.02.2017 |
| Последние бои: | |
| 01.10.2022, Янь Сяонань (#6), MDEC 09.04.2022, Тиша Торрес (#7), SDEC 09.10.2021, Марина Родригес (#6), UDEC 10.04.2021, Нина Ансарофф (#5), SUB1 12.12.2020, Вирна Жандироба (#13), UDEC                                | UDEC, Эмили Дукоти (#13), 03.12.2022 UDEC, Лупита Годинес, 13.08.2022 UDEC, Вирна Жандироба (#12), 14.05.2022 SDEC, Аманда Лемус (#11), 18.12.2021 UDEC, Тиша Торрес (#10), 07.08.2021                                           |

### Анонсированные бои
| Бой | Весовая категория            | Участники боёв и их статистика перед боем (рекорд ММА / рекорд UFC / серия) | Участники боёв и их статистика перед боем (рекорд ММА / рекорд UFC / серия) | Участники боёв и их статистика перед боем (рекорд ММА / рекорд UFC / серия) | Участники боёв и их статистика перед боем (рекорд ММА / рекорд UFC / серия) | Участники боёв и их статистика перед боем (рекорд ММА / рекорд UFC / серия) | Участники боёв и их статистика перед боем (рекорд ММА / рекорд UFC / серия) | Участники боёв и их статистика перед боем (рекорд ММА / рекорд UFC / серия) | Участники боёв и их статистика перед боем (рекорд ММА / рекорд UFC / серия) | Участники боёв и их статистика перед боем (рекорд ММА / рекорд UFC / серия) | Участники боёв и их статистика перед боем (рекорд ММА / рекорд UFC / серия) | Участники боёв и их статистика перед боем (рекорд ММА / рекорд UFC / серия) | Участники боёв и их статистика перед боем (рекорд ММА / рекорд UFC / серия) |
|     |                              | Главный кард (Main Card, ESPN+)                                             |                                                                             |                                                                             |                                                                             |                                                                             |                                                                             |                                                                             |                                                                             |                                                                             |                                                                             |                                                                             |                                                                             |
| 1   | Жен. минимальный вес         | Маккензи Дерн (Mackenzie Dern)                                              | #8 (4)                                                                      | 12-3                                                                        | 7-3                                                                         | -1                                                                          | vs.                                                                         | Анжела Хилл (Angela Hill)                                                   | #14 (12), TUF                                                               | 15-12                                                                       | 10-12                                                                       | +2                                                                          | [ 9 ]                                                                       |
| 2   | Средний вес                  | Эдмен Шахбазян (Edmen Shahbazyan)                                           | exT(9), CS                                                                  | 12-3                                                                        | 5-3                                                                         | +1                                                                          | vs.                                                                         | Энтони Эрнандес (Anthony Hernandez)                                         | CS                                                                          | 10-2 (1)                                                                    | 4-2                                                                         | +3                                                                          | [ 10 ]                                                                      |
| 3   | Промежуточный вес (120 lbs)▲ | Эмили Дукоти (Emily Ducote)                                                 |                                                                             | 12-7                                                                        | 1-1                                                                         | -1                                                                          | vs.                                                                         | Лупита Годинес (Lupita Godinez)▲                                            |                                                                             | 9-3                                                                         | 4-3                                                                         | +1                                                                          | [ 11 ]                                                                      |
| 4   | Полусредний вес              | Андре Фиальо (Andre Fialho)                                                 |                                                                             | 16-6 (1)                                                                    | 2-3                                                                         | -2                                                                          | vs.                                                                         | Хоакин Бакли (Joaquin Buckley)                                              |                                                                             | 15-6                                                                        | 5-4                                                                         | -2                                                                          | [ 12 ]                                                                      |
| 5   | Лёгкий вес                   | Диегу Феррейра (Diego Ferreira)                                             | exT(8)                                                                      | 17-5                                                                        | 8-5                                                                         | -3                                                                          | vs.                                                                         | Майкл Джонсон (Michael Johnson)                                             | exT(5), TUF(F)                                                              | 21-18                                                                       | 13-14                                                                       | +1                                                                          | [ 13 ]                                                                      |
|     |                              | Предварительный кард (Prelims, ESPN+)                                       |                                                                             |                                                                             |                                                                             |                                                                             |                                                                             |                                                                             |                                                                             |                                                                             |                                                                             |                                                                             |                                                                             |
| 4   | Лёгкий вес                   | Хайисаер Махешат (Hayisaer Maheshate)                                       | CS                                                                          | 9-2                                                                         | 1-1                                                                         | -1                                                                          | vs.                                                                         | Вячеслав Борщёв (Viacheslav Borshchev)                                      | CS                                                                          | 6-3                                                                         | 1-2                                                                         | -2                                                                          | [ 14 ]                                                                      |
| 7   | Жен. минимальный вес         | Каролина Ковалькевич (Karolina Kowalkiewicz)                                | exT(2)                                                                      | 14-7                                                                        | 7-7                                                                         | +2                                                                          | vs.                                                                         | Ванесса Демопулос (Vanessa Demopoulos)                                      | CS                                                                          | 9-4                                                                         | 3-1                                                                         | +3                                                                          | [ 15 ]                                                                      |
| 8   | Полусредний вес              | Орион Косси (Orion Cosce)                                                   | CS                                                                          | 8-1                                                                         | 1-1                                                                         | +1                                                                          | vs.                                                                         | Гилберт Урбина (Gilbert Urbina)                                             | TUF(F)                                                                      | 6-2                                                                         | 0-1                                                                         | -1                                                                          | [ 16 ]                                                                      |
| 9   | Тяжёлый вес                  | Илир Латифи (Ilir Latifi)                                                   | exT(4)                                                                      | 16-8 (1)                                                                    | 9-6                                                                         | +2                                                                          | vs.                                                                         | Родригу Насименту (Rodrigo Nascimento)                                      | CS                                                                          | 9-1 (1)                                                                     | 2-1 (1)                                                                     | +1                                                                          | [ 17 ]                                                                      |
| 10  | Полулёгкий вес               | Чейз Хупер (Chase Hooper)                                                   | CS                                                                          | 11-3-1                                                                      | 3-3                                                                         | -1                                                                          | vs.                                                                         | Ник Фьоре (Nick Fiore)                                                      |                                                                             | 6-1                                                                         | 0-1                                                                         | -1                                                                          | [ 18 ]                                                                      |
| 11  | Жен. наилегчайший вес        | Наталия Силва (Natália Silva)                                               |                                                                             | 14-5-1                                                                      | 2-0                                                                         | +8                                                                          | vs.                                                                         | Виктория Леонардо (Victoria Leonardo)                                       | CS                                                                          | 9-4                                                                         | 1-2                                                                         | +1                                                                          | [ 19 ]                                                                      |
| 12  | Полусредний вес              | Такаси Сато (Takashi Sato)                                                  |                                                                             | 16-6                                                                        | 2-4                                                                         | -3                                                                          | vs.                                                                         | Темба Горимбо (Themba Gorimbo)                                              |                                                                             | 10-4                                                                        | 0-1                                                                         | -1                                                                          | [ 20 ]                                                                      |
|     |                              | Отменённые бои                                                              |                                                                             |                                                                             |                                                                             |                                                                             |                                                                             |                                                                             |                                                                             |                                                                             |                                                                             |                                                                             |                                                                             |
|     | Средний вес                  | Абдуль Разак Альхассан (Abdul Razak Alhassan)                               |                                                                             | 12-5                                                                        | 6-5                                                                         | +1                                                                          | vs.                                                                         | Брунну Феррейра (Brunno Ferreira)                                           | CS                                                                          | 10-0                                                                        | 1-0                                                                         | +10                                                                         | [ 21 ]                                                                      |
|     | Жен. легчайший вес           | Ракель Пеннингтон (Raquel Pennington)                                       | #2, TUF                                                                     | 15-8                                                                        | 12-5                                                                        | +5                                                                          | vs.                                                                         | Ирене Альдана (Irene Aldana)▼                                               | #5 (2)                                                                      | 14-6                                                                        | 7-4                                                                         | +2                                                                          | [ 22 ]                                                                      |
|     | Жен. минимальный вес         | Эмили Дукоти (Emily Ducote)                                                 |                                                                             | 12-7                                                                        | 1-1                                                                         | -1                                                                          | vs.                                                                         | Полиана Виана (Polyana Viana)▼                                              |                                                                             | 13-5                                                                        | 4-4                                                                         | +1                                                                          | [ 23 ]                                                                      |
|     | Наилегчайший вес             | Клэйтон Карпентер (Clayton Carpenter)                                       | CS                                                                          | 7-0                                                                         | 1-0                                                                         | +7                                                                          | vs.                                                                         | Стив Эрцег (Steve Erceg)                                                    | д                                                                           | 9-1                                                                         | -                                                                           | +4                                                                          | [ 24 ]                                                                      |

## Церемония взвешивания
Результаты официальной церемонии взвешивания.
* Изначально бой Дукоти против Годинес был запланирован в промежуточном весе из-за смены соперницы на коротком уведомлении.
** Ванесса Демопулос не смогла уложиться в лимит женской минимальной весовой категории и будет оштрафована на 20% от своего гонорара в пользу соперницы. Бой пройдёт в промежуточном весе (117,5 фунтов).
*** Орион Косси не смог уложиться в лимит полусредней весовой категории и будет оштрафован на 20% от своего гонорара в пользу соперника. Бой пройдёт в промежуточном весе (172,5 фунтов).

## Результаты турнира
| Бой    | Весовая категория     | Результат боя        | Результат боя        | Результат боя | Результат боя | Результат боя | Результат боя     | Результат боя | Способ победы                                                  | Раунд | Время | Рефери в ринге | Примечания         |
|        |                       | Главный кард         |                      |               |               |               |                   |               |                                                                |       |       |                |                    |
| Бой 12 | Жен. минимальный вес  |                      | Маккензи Дерн        | #8            | поб.          |               | Анжела Хилл       | #14           | Единогласное решение (49–43, 49–44, 49–44)                     | 5     | 5:00  | Джейсон Херцог | Лучший бой вечера  |
| Бой 11 | Средний вес           |                      | Энтони Эрнандес      |               | поб.          |               | Эдмен Шахбазян    |               | Технический нокаут (граунд-энд-паунд)                          | 3     | 1:01  | Херб Дин       |                    |
| Бой 10 | Промежуточный вес *   |                      | Лупита Годинес       |               | поб.          |               | Эмили Дукоти      |               | Единогласное решение (30–27, 29–28, 29–28)                     | 3     | 5:00  | Крис Тоньони   |                    |
| Бой 9  | Полусредний вес       |                      | Хоакин Бакли         |               | поб.          |               | Андре Фиальо      |               | Технический нокаут (удар ногой в голову)                       | 2     | 4:15  | Керри Хэтли    |                    |
| Бой 8  | Лёгкий вес            |                      | Диегу Феррейра       |               | поб.          |               | Майкл Джонсон     |               | Нокаут (оверхенд справа)                                       | 2     | 1:50  | Херб Дин       | Выступление вечера |
|        |                       | Предварительный кард |                      |               |               |               |                   |               |                                                                |       |       |                |                    |
| Бой 7  | Лёгкий вес            |                      | Вячеслав Борщёв      |               | поб.          |               | Хайсаер Махешат   |               | Технический нокаут (нокдаун после хука справа и добивание)     | 2     | 2:37  | Джейсон Херцог | Выступление вечера |
| Бой 6  | Промежуточный вес **  |                      | Каролина Ковалькевич |               | поб.          |               | Ванесса Демопулос |               | Единогласное решение (30–27, 30–27, 30–27)                     | 3     | 5:00  | Крис Тоньони   |                    |
| Бой 5  | Промежуточный вес *** |                      | Гилберт Урбина       |               | поб.          |               | Орион Косси       |               | Технический нокаут (фронт-кик в область рёбер)                 | 2     | 2:55  | Керри Хэтли    |                    |
| Бой 4  | Тяжёлый вес           |                      | Родригу Насименту    |               | поб.          |               | Илир Латифи       |               | Раздельное решение (29–28, 28–29, 29–28)                       | 3     | 5:00  | Херб Дин       |                    |
| Бой 3  | Полулёгкий вес        |                      | Чейз Хупер           |               | поб.          |               | Ник Фьоре         |               | Единогласное решение (30–26, 30–27, 30–27)                     | 3     | 5:00  | Джейсон Херцог |                    |
| Бой 2  | Жен. наилегчайший вес |                      | Наталия Силва        |               | поб.          |               | Виктория Леонардо |               | Технический нокаут (серия ударов руками и удар ногой в голову) | 1     | 2:58  | Керри Хэтли    |                    |
| Бой 1  | Полусредний вес       |                      | Темба Горимбо        |               | поб.          |               | Такаси Сато       |               | Единогласное решение (30–27, 30–27, 30–27)                     | 3     | 5:00  | Крис Тоньони   |                    |

Официальные судейские карточки турнира.

## Награды
Следующие бойцы были удостоены денежного бонуса в $50,000:
- Лучший бой вечера: Маккензи Дерн - Анджела Хилл
- Выступление вечера: Диегу Феррейра и Вячеслав Борщёв

## Условные обозначения
Условные обозначения: #5 (1) — текущее (лучшее) место бойца в рейтинге, exЧ(В) — бывший чемпион (временный), exП(В) — бывший претендент на титул чемпиона (временного), exТ(3) — боец входил в рейтинг Топ-15 (лучшее место в рейтинге), д — дебютант, CS — боец участвовал в Претендентской серии Дэйны Уайта, TUF — боец участвовал в The Ultimate Fighter, TUF(W/F) — боец являлся победителем/финалистом The Ultimate Fighter, WEC/SF — боец выступал в WEC или Strikeforce до объединения этих организаций с UFC.